# 小林武 (政治家)
小林 武（こばやし たけし、1906年11月3日 - 1987年4月4日）は、日本の政治家。日本社会党参議院議員（2期）。日本教職員組合中央執行委員長。

## 経歴
北海道石狩郡石狩町（現：石狩市）生まれ。1928年北海道札幌師範学校（現：北海道教育大学札幌校）卒。帯広市立三条中学校等の教師を務め、1951年北海道教職員組合委員長、1953年日本教職員組合委員長に就任する。勤務評定闘争や学力テスト闘争を指導し、1958年には高知県で闘争反対の父母の集団暴行に遭い重傷を負った。1962年に教職を辞めた。
日教組の日本社会党支持路線を決定し、1962年の第6回参議院議員通常選挙で全国区から日本社会党公認で立候補して当選。以来2期務める。国会内では参議院建設委員長を歴任した。1974年に引退。1987年死去。

## 人物
新東京国際空港（現・成田国際空港）の一坪共有地の名義人の1人であった

## 著作
- 『教育の証言』〈三一新書〉三一書房、1967年。